# Ильм (район)
Ильм (нем. Ilm) — район в Германии. Центр района — город Арнштадт. Район входит в землю Тюрингия. Занимает площадь 843,30 км². Население — 116 382 чел. Плотность населения — 138 человек/км².
Официальный код района — 16 0 70.
Район подразделяется на 44 общины.

## Города и общины
Объединения общин
Города
1. Арнштадт (25 674)
2. Герен (3 574)
3. Гросбрайтенбах (2 843)
4. Ильменау (26 622)
5. Лангевизен (3 661)
6. Плауэ (1 941)
7. Штадтильм (5 055)

Общины
1. Ихтерсхаузен (3 926)
2. Ильмталь (4 083)
3. Ваксенбурггемайнде (4)
4. Випфраталь (4)
5. Вольфсберг (3 268)

Объединения общин
Управление Гераталь
1. Ангельрода (435)
2. Эльгерсбург (1 230)
3. Гераберг (2 553)
4. Мартинрода (900)
5. Нойзис (253)

Управление Гросбрайтенбах
1. Альтенфельд (1 093)
2. Бёлен (673)
3. Фридерсдорф (229)
4. Гиллерсдорф (324)
5. Гросбрайтенбах (2 843)
6. Вильденшпринг (238)

Управление Лангер-Берг
1. Герен (3 574)
2. Хершдорф (992)
3. Мёренбах (734)
4. Нойштадт-ам-Ренштайг (1 129)
5. Пенневиц (591)

Управление Оберес-Гераталь
1. Франкенхайн (845)
2. Гельберг (769)
3. Гешвенда (2 221)
4. Госсель (519)
5. Гревенрода (3 523)
6. Либенштайн (403)
7. Плауэ (1 941)

Управление Реннштейг (Ильм-Крайс)
1. Фрауэнвальд (1 090)
2. Шмидефельд-ам-Ренштайг (1 914)
3. Штютцербах (1 600)

Управление Рихгаймер-Берг
1. Алькерслебен (335)
2. Бёслебен-Вюллерслебен (666)
3. Дорнхайм (573)
4. Эллебен (969)
5. Элькслебен (604)
6. Кирхгайм (1 254)
7. Остхаузен-Вюльферсхаузен (545)
8. Рокхаузен (270)
9. Вицлебен (706)

## Достопримечательности
- Вахзенбург ― старинный замковый комплекс.